# Leon Gangel
Leon (Lew) Gangel (ur. 28 marca 1898 we Lwowie, zm. 9 kwietnia 1973 w Warszawie) – lekarz, działacz komunistyczny, pułkownik, dyrektor Departamentu Służby Zdrowia MBP.

## Życiorys
Pochodził z żydowskiej rodziny Jakuba i Klary. W 1916 zmobilizowany do austriackiej armii, żołnierz 80 Pułku Piechoty. Po zakończeniu I wojny światowej studiował medycynę na Uniwersytecie Karola w Pradze, który ukończył w 1925. Działał w ruchu komunistycznym, za co w 1928 został aresztowany. Jesienią 1939 udał się na obszary zajęte przez Związek Radziecki, pracował w szpitalach we Lwowie. Po ataku Niemiec na ZSRR zmobilizowany do Armii Czerwonej, naczelnik grupy internistów.
Od maja 1945 ordynator szpitala MBP w Warszawie, we wrześniu 1945 mianowany kierownikiem wydziału lecznictwa w Szefostwie Służby Zdrowia MBP. Od 2 października 1946 do 1 stycznia 1947 starszy, a następnie główny konsultant tego szefostwa. Od 1 sierpnia 1947 szef Służby Zdrowia MBP, a po utworzeniu Departamentu Służby Zdrowia MBP 1 maja 1953 został jego dyrektorem (do 10 II 1954). W lutym 1949 delegowany służbowo do Francji i Szwajcarii, w marcu 1950 do NRD, w czerwcu 1950 do Czechosłowacji.
Zmarł w Warszawie. Pochowany na cmentarzu żydowskim przy ulicy Okopowej.

## Ordery i odznaczenia
- Krzyż Oficerski Orderu Odrodzenia Polski (2 stycznia 1946)[2]
- Złoty Krzyż Zasługi (18 września 1946)[3]